# Lino Paschini
Lino Paschini (Verzegnis, 29 settembre 1946) è un ex cestista italiano.

## Carriera
Ha giocato in Serie A vestendo la maglia della Pallacanestro Varese dal 1968 al 1970, di Udine prima di trasferirsi a Varese, e poi dal 1971 al 1975. Nel 1967 ha partecipato al Campionato europeo con la Nazionale.

## Palmarès
- Campionato italiano: 2

Pall. Varese: 1968-1969, 1969-1970
- Coppa Italia: 2

Pall. Varese: 1968-1969, 1969-1970
- Coppa dei Campioni: 1

Pall. Varese: 1969-1970
- Coppa Intercontinentale: 1

Pall. Varese: 1970